# Sampriz
Sampriz é uma povoação portuguesa sede da Freguesia de Sampriz do Município de Ponte da Barca, freguesia com 6,51 km² de área e 307 habitantes (censo de 2021), tendo, por isso, uma densidade populacional de 47,2 hab./km².
Pensam alguns historiadores que deve o nome a "São" Prisciliano (o famoso bispo herético da Galécia), embora o actual orago seja o Arcanjo São Miguel[carece de fontes?].

## Demografia
A população registada nos censos foi:
| Distribuição da População por Grupos Etários | Distribuição da População por Grupos Etários | Distribuição da População por Grupos Etários | Distribuição da População por Grupos Etários | Distribuição da População por Grupos Etários |
| -------------------------------------------- | -------------------------------------------- | -------------------------------------------- | -------------------------------------------- | -------------------------------------------- |
| Ano                                          | 0-14 Anos                                    | 15-24 Anos                                   | 25-64 Anos                                   | > 65 Anos                                    |
| 2001                                         | 81                                           | 69                                           | 173                                          | 84                                           |
| 2011                                         | 51                                           | 35                                           | 157                                          | 99                                           |
| 2021                                         | 32                                           | 28                                           | 136                                          | 111                                          |

## Património
- Igreja Paroquial de Sampriz
- Capela Nossa Senhora do Livramento